# 20-я авеню (линия Си-Бич, Би-эм-ти)
|   |   |   |   |   |   |
| · | · | · | · | · | · |

|   |   |   |   |   |   |
| · | · | · | · | · | · |

«20-я авеню» (англ. 20th Avenue) — станция Нью-Йоркского метрополитена, расположенная на линии Си-Бич, Би-эм-ти. Станция находится в Бруклине, в округе Бенсонхерст, на 20-й авеню между 63-й и 64-й улицами. На станции останавливаются маршруты N (круглосуточно) и W (часть рейсов в часы пик в пиковом направлении).
Станция наземная, расположена на четырёхпутной линии и представлена двумя боковыми платформами, обслуживающими только внешние (локальные) пути. Два центральных экспресс-пути не используются для маршрутного движения поездов, и за всю историю подземки использовались только в 1967 — 1968 годах час-пиковым суперэкспрессом NX. Платформы на всем протяжении оборудованы навесом. Стены окрашены в бежевый, а колонны в белый цвет. Восточный экспресс-путь (на Манхэттен) работает в режиме однопутного перегона, т. к. другой экспресс-путь разобран на некоторых участках и отключён от линии. Таким образом линия как таковая является трёхпутной, а центральный экспресс-путь может использоваться для движения в обоих направлениях.
Станция имеет единственный выход, расположенный с южного конца платформ. Лестницы с платформ поднимаются в вестибюль станции, где расположены турникеты, зал ожидания и переход между платформами. Выход приводит на 20-ю авеню, между 63-й и 64-й улицами.